# Olivia Munn
Pour les articles homonymes, voir Munn.
Olivia Munn, née Lisa Munn le 3 juillet 1980 à Oklahoma City, dans l'Oklahoma, est une actrice et mannequin américaine.
Elle a commencé sa carrière sous son véritable prénom avant d'opter pour son deuxième prénom, Olivia, en 2006 dans son métier comme dans sa vie privée.
Après des débuts comme animatrice, elle est révélée en tant qu'actrice grâce au rôle de Sloan Sabbith dans la série télévisée dramatique The Newsroom (2011-2013).
Elle confirme au cinéma grâce à des seconds rôles dans les comédies Mise à l'épreuve 2, Zoolander 2, Joyeux Bordel ! (2016), mais surtout en continuant à s'imposer dans un registre dramatique : après Magic Mike (2012) et Délivre-nous du mal (2014), elle prête ses traits à la mutante Psylocke dans le blockbuster fantastique X-Men: Apocalypse (2016), puis tient le premier rôle féminin du blockbuster de science-fiction The Predator (2018).

## Biographie

### Jeunesse
Lisa Olivia Munn est née à Oklahoma City, dans l'Oklahoma, d'une mère hoa (minorité chinoise du Viêt Nam) et d'un père américain d'origine allemande et irlandaise.
Lorsqu'Olivia Munn avait deux ans, sa mère s'est remariée à un homme engagé dans la US Air Force. Bien que la famille ait déménagé de nombreuses fois, elle a principalement été élevée à Tokyo, au Japon, où était affecté son beau-père. À cette époque, elle est apparue dans un certain nombre de productions théâtrales locales, et est devenue mannequin pour la mode japonaise.
Puis ses parents ont divorcé et elle est retournée à Oklahoma City, où elle a été scolarisée à la Putnam City North High School, où elle a côtoyé David Holt (en), le futur sénateur de l'État de l'Oklahoma, Mike Rodden, le futur bassiste du groupe de rock Hinder, ainsi que l'auteur Aaron Goldfarb.
Elle a également fréquenté l'université de l'Oklahoma, où elle a étudié le journalisme avec une option japonais et art dramatique.
Olivia Munn a ensuite déménagé à Los Angeles pour poursuivre une carrière d'actrice.

### Carrière

#### Débuts et percée en tant qu'animatrice

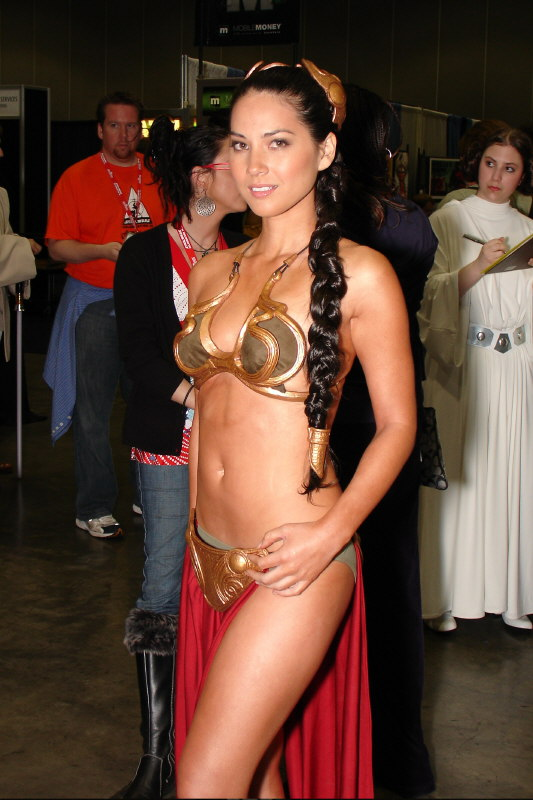
Cosplay d'Olivia en Leia Organa, en juin 2007.

Peu de temps après son déménagement à Los Angeles, elle obtient un petit rôle dans le film d'horreur Scarecrow, l'ultime massacre, sorti en 2004. Elle apparaît dans le clip de la chanson Hello Tomorrow du groupe de rock Zebrahead, dans lequel elle incarne l'amour du chanteur Justin Mauriello.
À la fin de l'année 2005, Olivia Munn joue dans plus de deux saisons dans la série Makaha Surf sur le réseau TeenNick, où elle incarne Mily Acuna, une jeune surfeuse. Elle apparaît également dans le film The Road to Canyon Lake.
En 2006, Olivia Munn change de chaîne pour aller sur la chaîne G4, pour coprésenter Attack of the Show ! avec Kevin Pereira à partir du 10 avril. Au début, elle remplace Sarah Lane. La chaîne, consacrée à l'univers des jeux vidéo et à son mode de vie, a d'abord été réticente à l'embaucher. Même si elle admet que les jeux vidéo étaient son « point faible », Olivia Munn avait confiance en ses connaissances techniques.
Lors de l'émission, Olivia Munn présente, en compagnie de la journaliste Anna David, une partie appelée In Your Pants qui traite de questions des téléspectateurs sur le sexe et les problèmes relationnels. Parallèlement, elle présente aussi la Formule D, un programme aujourd'hui disparu, sur les courses américaines de drift, ainsi qu'un podcast en ligne appelé Around the Net (anciennement connu sous le nom The Daily Nut), également pour la chaîne G4.
Le 8 juin 2009, aux côtés de Jason Sudeikis, elle a joué Bing-o-thon dans une publicité pour le moteur de recherche Bing de Microsoft, sur le site Hulu. Elle apparaît dans la comédie Le Grand Stan de Rob Schneider, y jouant Maria, une réceptionniste. L'actrice a par ailleurs un rôle important dans le film d'horreur Insanitarium en 2008, dans lequel elle joue une infirmière dans un asile d'aliénés.
Elle quitte la présentation de Attack of the Show ! en décembre 2010 où elle est remplacée par Candace Bailey.

#### Seconds rôles comiques comme actrice

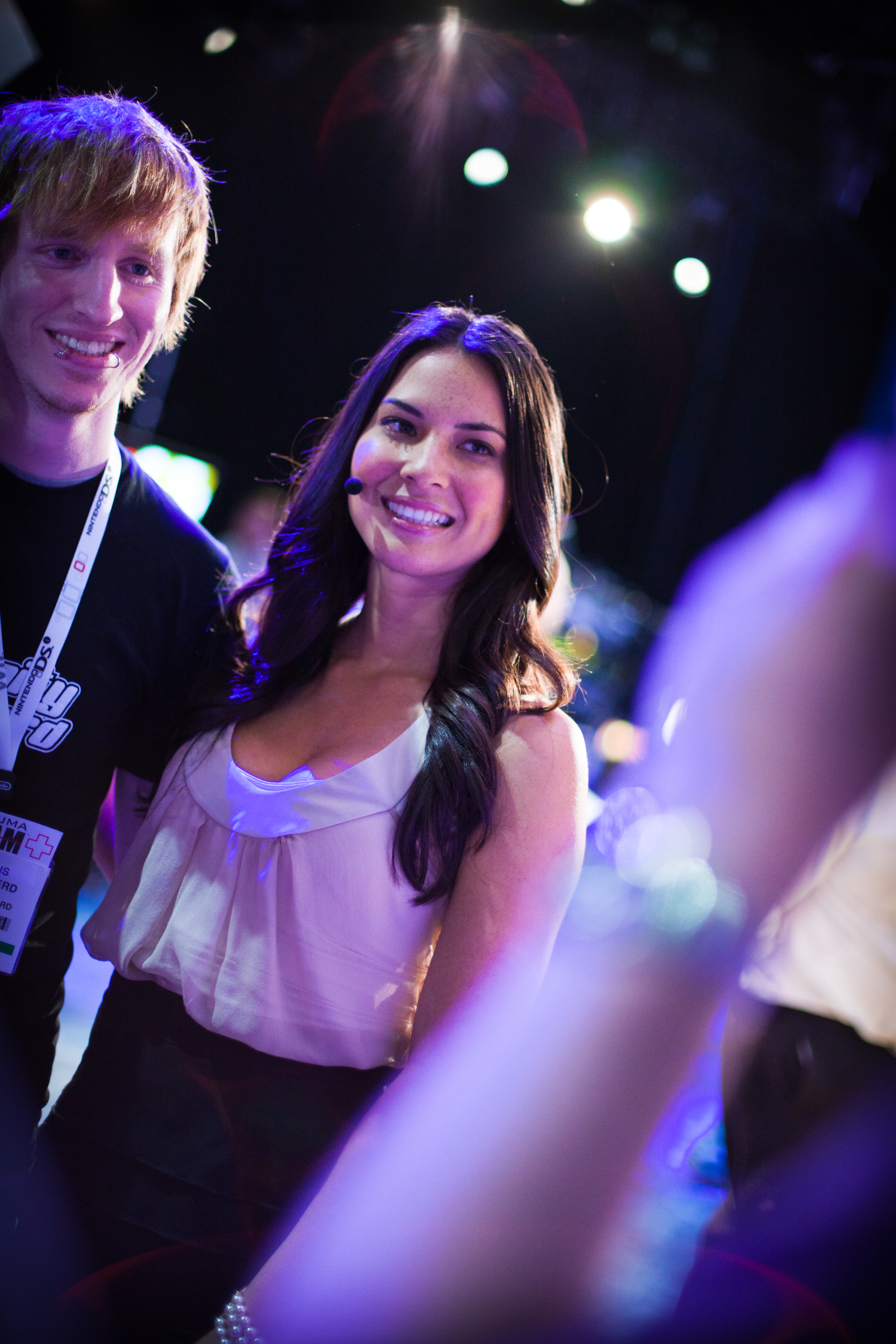
L'animatrice au Electronic Games Expo 2009.

En 2009, elle tient un rôle récurrent dans quatre épisodes de la troisième saison de la série télévisée Greek, comédie dramatique diffusée par la chaîne câblée ABC Family. Elle y interprète Lana, jolie jeune femme convoitée par le personnage principal Cappie.
Dès l'année suivante, elle est présente sur plusieurs fronts : elle apparaît en guest-star dans la série télévisée d'action Chuck sur NBC dans la peau d'un agent de la CIA, puis participe à un épisode de l'éphémère sitcom Parents par accident (Accidentally on Purpose). Mais surtout, elle tient des petits rôles dans deux longs-métrages à succès, la comédie Crazy Night et le blockbuster de super-héros Iron Man 2. Robert Downey Jr., l'interprète du rôle principal, a fait les louanges d'Olivia Munn pour ses capacités d'improvisation et a appelé l'équipe du film à lui faire une salve d'applaudissements.
Dès la rentrée 2010, elle fait partie du casting principal de la nouvelle sitcom Perfect Couples, mais la série est arrêtée au bout de seulement quatorze épisodes. La comédienne décroche par ailleurs un rôle plus important dans la comédie romantique Mais comment font les femmes ?, sortie début 2011 : elle y joue Momo, l'assistante de l'héroïne Kate, incarnée par Sarah Jessica Parker.
L'année suivante, elle joue Angie, strip-teaseuse et petite amie de Nick dans trois épisodes de la deuxième saison de la sitcom New Girl sur la Fox. Parallèlement, elle apparaît dans l'énorme succès critique et public Magic Mike, aux côtés de Channing Tatum et de Matthew McConaughey, sous la direction de Steven Soderbergh.
Mais c'est l'année suivante qu'elle va enfin percer, dans un registre plus dramatique.

#### Révélation à la télévision et percée au cinéma

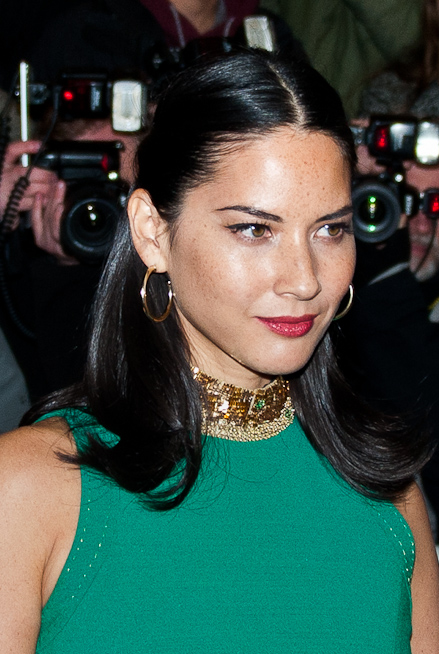
En 2013, aux Harper's Bazaar Women of the Year Awards

Fin 2011, elle décroche le rôle de Sloan Sabbith, une journaliste économique dans la nouvelle série dramatique d'Aaron Sorkin, The Newsroom. Trois saisons ont été tournées et diffusées par HBO, diffusées de 2013 à 2014. Si les critiques sont dures vis-à-vis du programme, la prestation de l'actrice est saluée.
L'actrice décroche alors des rôles plus développés au cinéma : tout d'abord, elle tient le premier rôle féminin du film d'horreur Délivre-nous du mal (2014), qui rencontre le succès au box-office. Puis elle fait partie du casting de la comédie Charlie Mortdecai (2015), avec Johnny Depp dans le rôle-titre. Un flop critique et commercial.
Mais parallèlement, l'actrice rejoint la distribution de X-Men : Apocalypse réalisé par Bryan Singer, dont la sortie est prévue pour l'été 2016. Elle y prête ses traits à Elizabeth « Betsy » Braddock / Psylocke succédant à l'actrice Mei Melançon vue dans X-Men : L'Affrontement final. Cette année-là, elle est aussi à l'affiche de deux autres suites attendues : les comédies Mise à l'épreuve 2 (Ride Along 2) de Tim Story et Zoolander 2 de Ben Stiller. Ces deux longs métrages sont très mal accueillis par les critiques, le premier réussit cependant à inverser cette tendance en étant un succès lors de sa sortie en salles, lorsque le second, déçoit.

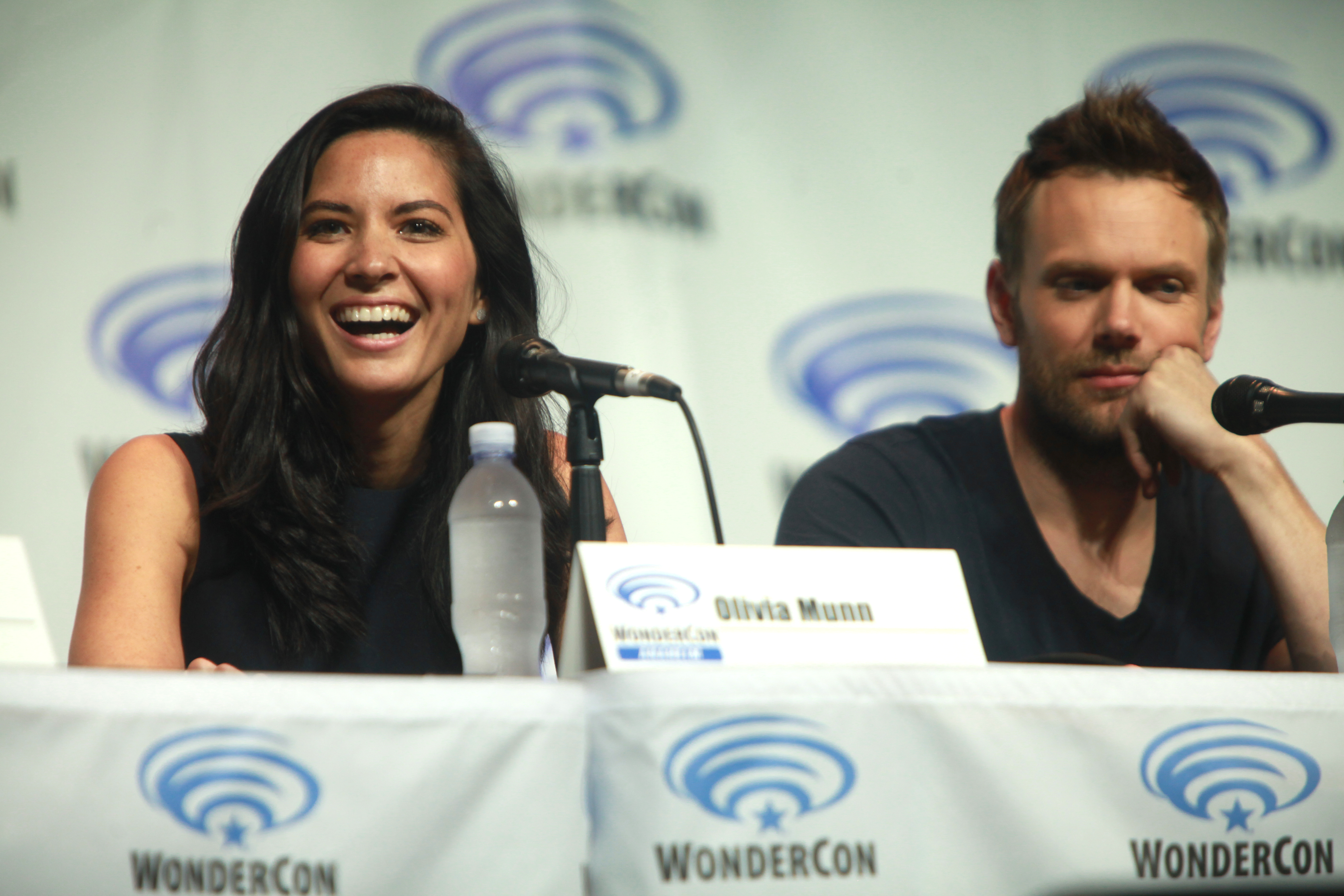
Au Anaheim Wonder-Con 2014 pour la promotion de Délivre-nous du mal.

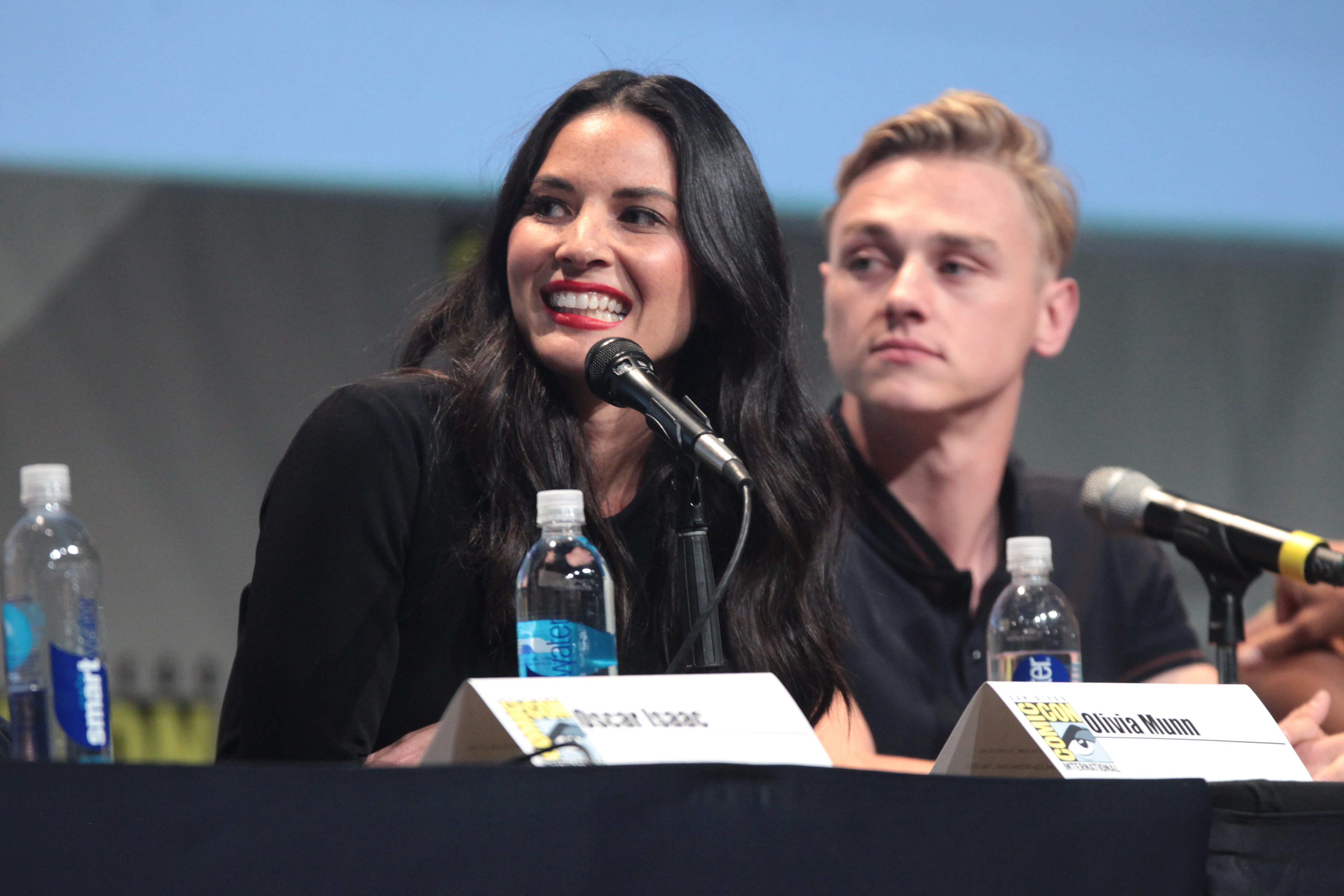
Puis au San Diego Comic-Con 2015 pour celle de X-Men : Apocalypse.

L'année 2016 se conclut avec la comédie potache Joyeux Bordel !, de Josh Gordon et Will Speck, où elle fait partie d'une distribution chorale se composant notamment de Jennifer Aniston et Jason Bateman.
C'est ainsi qu'en 2017, elle défend seulement le long métrage d'animation Lego Ninjago, le film, en prêtant sa voix au personnage Koko. À la télévision, elle rejoint la distribution régulière de la série dramatique de guerre Six, pour la seconde et dernière saison afin d'incarner un agent de la CIA impitoyable.
L'année suivante est marquée par la sortie de deux projets : elle tient le premier rôle féminin du thriller de science-fiction The Predator, quatrième opus de la franchise Predator, lancée par John McTiernan en 1987, mais cette fois écrit et réalisé par Shane Black. Puis elle porte la mini-série d'action militaire Six. Par ailleurs, elle fait un caméo dans Ocean's 8.
Alors qu'elle est supposée reprendre son rôle de Psylocke dans X-Men: Dark Phoenix, le dernier volet de la seconde trilogie X-Men, dont la sortie est attendue en 2019, les complications liées au rachat de la FOX par Disney retardent la production, rendant la présence de l'actrice impossible, déjà prise par le tournage de The Predator.
La même année, elle tient le premier rôle féminin de la première réalisation de Josh Duhamel, popularisé par la série Las Vegas, la comédie Buddy Games dans laquelle elle joue sa femme. Le film suit un groupe d'amis trentenaires se réunissant afin de jouer à un jeu qui mélange défis physiques et psychologiques absurdes. Côté télévision, l'actrice renoue avec un univers fantastique en faisant partie du casting de la série The Rook aux côtés d'Emma Greenwell et Joely Richardson.
En 2020, aux côtés de Sam Claflin, elle porte la comédie de Netflix, Love Wedding Repeat,. Il s'agit d'une adaptation du film français Plan de table.

### Vie privée

#### Vie sentimentale
De 2012 à 2014, Olivia Munn est en couple avec l'acteur suédo-américain Joel Kinnaman.
De 2014 à 2017, Olivia Munn était en couple avec le quart-arrière de la NFL Aaron Rodgers.
En 2021, elle a commencé à sortir avec le comédien John Mulaney et en septembre de la même année, le couple a annoncé que Olivia Munn était enceinte. Leur fils, Malcolm Hiệp Mulaney, est né le 24 novembre 2021. Olivia Munn et John Mulaney se sont mariés en juillet 2024 à New York. Le 14 septembre 2024, elle accueille un deuxième enfant, une fille, Méi qui veut dire prune, née par mère porteuse. Olivia ne pouvant plus porter d'enfant puisqu'elle a subi une hystérectomie.

#### Santé
En 2023, on lui diagnostique un cancer des seins. Elle affirme que, deux mois après une mammographie et des tests génétiques (gêne BRCA) négatifs, sa gynécologue entreprend de calculer son risque de cancer en fonction de différents facteurs. Estimant le résultat trop élevé, elle lui a prescrit une IRM, des échographies puis une biopsie, qui a révélé la présence d'un cancer "agressif et rapide" dans chacun de ses seins.

#### Autres
Le 1er novembre 2017, le Los Angeles Times annonce que six femmes dont elle-même et Natasha Henstridge accusent Brett Ratner de harcèlement, d'agression sexuelle et de viol. Ratner rejette ces accusations,.

## Filmographie

### Cinéma

#### Longs métrages
- 2005 : The Road to Canyon Lake de Brandon Kleyla : Une fille à moto
- 2007 : Le Grand Stan (Big Stan) de Rob Schneider : Une secrétaire
- 2009 : The Slammin' Salmon de Kevin Heffernan : Samara Dubois
- 2010 : Crazy Night (Date Night) de Shawn Levy : Une hôtesse
- 2010 : Iron Man 2 de Jon Favreau : Chess Roberts
- 2011 : Mais comment font les femmes ? (I Don't Know How She Does It) de Douglas McGrath : Momo Hahn
- 2012 : Babymakers (The Babymakers) de Jay Chandrasekhar : Audrey Macklin
- 2012 : Magic Mike de Steven Soderbergh : Joanna
- 2012 : Freeloaders de Dan Rosen : Madeline
- 2014 : Délivre-nous du mal (Deliver Us from Evil) de Scott Derrickson : Jen
- 2015 : Charlie Mortdecai (Mortdecai) de David Koepp : Georgina Cramb
- 2016 : Zoolander 2 de Ben Stiller
- 2016 : Mise à l'épreuve 2 (Ride Along 2) de Tim Story : Maya Cruz
- 2016 : X-Men : Apocalypse de Bryan Singer : Elizabeth « Betsy » Braddock / Psylocke
- 2016 : Joyeux Bordel ! (Office Christmas Party) de Josh Gordon et Will Speck : Tracey
- 2017 : Lego Ninjago, le film (The Lego Ninjago Movie) de Charlie Bean : Koko (voix)
- 2018 : Ocean's 8 de Gary Ross : elle-même (caméo)
- 2018 : The Predator de Shane Black : Casey Bracket
- 2019 : Buddy Games de Josh Duhamel : Tiffany
- 2020 : Love Wedding Repeat de Dean Craig : Dina
- 2021 : America : Le Film (America: The Motion Picture) de Matt Thompson : Thomas Edison (voix)

Prochainement
- 2021 : Violet de Justine Bateman : Violet
- The Gateway de Michele Civetta : Dahlia

#### Courts métrages
- 2010 : The Touch de Nicholas J. Olszewski : Elle-même
- 2016 : Lifeline d'Armando Bo : Emma
- 2016 : H.R. Holiday Rules de Marcus Perry : Tracey Hughes

### Télévision

#### Séries télévisées
- 2006 - 2007 : Makaha Surf (Beyond the Break) : Mily Acuna (9 épisodes)
- 2009 : Greek : Lana (4 épisodes)
- 2010 : Parents par accident (Accidentally on Purpose) : Nicole (1 épisode)
- 2010 : Chuck : Greta (1 épisode)
- 2010 - 2011 : Perfect Couples : Leigh (14 épisodes)
- 2011 : Robot Chicken : Dr Liz Wilson (voix, 1 épisode)
- 2012 : Paulilu Mixtape : Katie (1 épisode)
- 2012 : New Girl : Angie (3 épisodes)
- 2012 - 2014 : The Newsroom : Sloan Sabbith (25 épisodes)
- 2013 : The High Fructose Adventures of Annoying Orange : Fudgie (voix, 1 épisode)
- 2015 - 2017 : Miles dans l’espace (Miles from Tomorrowland) : Phoebe Castillo (voix, 50 épisodes)
- 2018 : Six : Gina (10 épisodes)
- 2019 : The Rook : Monica Reed (8 épisodes)
- 2022 : Tales of the Walking Dead :  Evie (épisode nr. 1)
- 2025 :  Vrais voisins, faux amis[26] : Samantha « Sam » Levitt

### Clip vidéo
- 2019 : Graduation de Benny Blanco et Juice WRLD : Greta
- 2021 : Cutthroat d'Imagine Dragons

## Distinctions

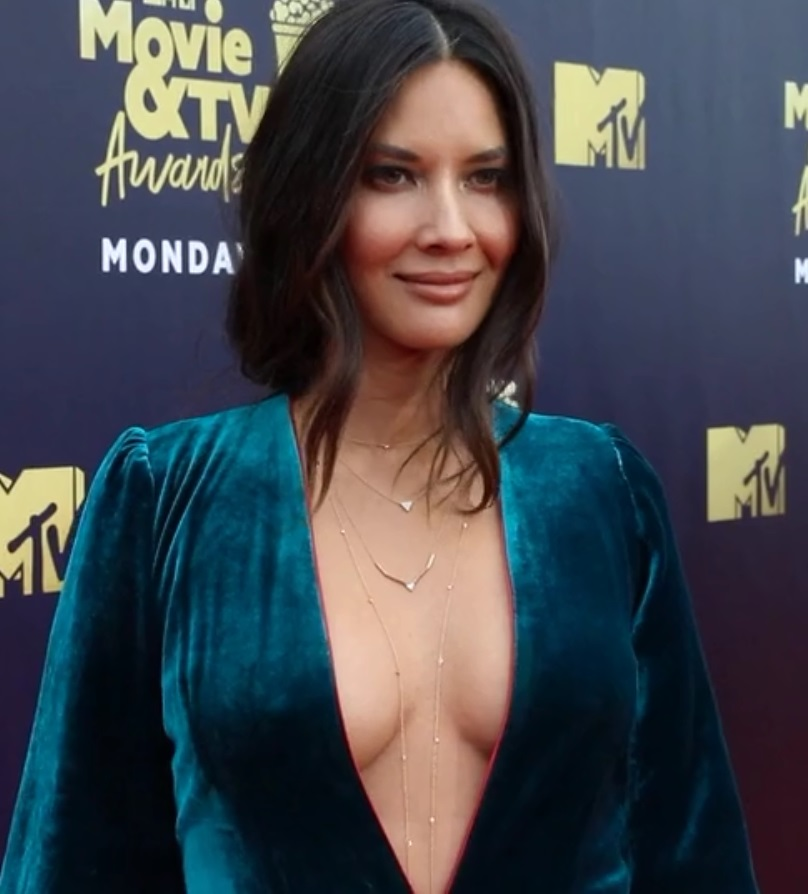
Lors de l'édition 2018 des MTV Movie & TV Awards.

Sauf indication contraire ou complémentaire, les informations mentionnées dans cette section proviennent de la base de données IMDb.

### Récompenses
- Gracie Allen Awards 2015 : meilleure actrice dans un second rôle dans une série télévisée dramatique pour The Newsroom
- IMDb Awards 2018 : Actrice préférée des fans

### Nominations
- Kids' Choice Awards 2017 : meilleure distribution pour X-Men : Apocalypse

## Voix francophones
En version française, Olivia Munn est dans un premier temps doublée à titre exceptionnel par Ariane Aggiage dans Makaha Surfet Léovanie Raud dans Love Wedding Repeat, ainsi qu'à deux reprises par Ingrid Donnadieu dans Babymakers et Magic Mike.
À partir du début des années 2010, Olivia Nicosia devient la voix régulière de l'actrice, la doublant notamment dans New Girl, The Newsroom, Délivre-nous du mal, The Predator ou encore Buddy Games. En parallèle, elle est également doublée par Julie Dumas dans X-Men: Apocalypse et Joyeux Bordel !, ainsi que par Marie-Laure Dougnac dans Charlie Mortdecai, Delphine Moriau  dans Mise à l'épreuve 2 , Marie Diot dans Six et Sophie Planet dans The Gateway.
Au Québec, elle est régulièrement doublée par Mélanie Laberge dans Je ne sais pas comment elle fait, Magic Mike, Délivrez-nous du mal, Mise à l'épreuve 2, Noël en folie au bureau, et Le Prédateur.